# حیات نو (جماعت)
حیات نو جماعت و شهرکی در جنوب غربی کشور تاجیکستان است که در ناحیهٔ یاوان ولایت ختلان قرار دارد. جمعیت این جماعت ۲۲۴۳ است.